# NGC 3430
NGC 3430 (другие обозначения — UGC 5982, MCG 6-24-26, ZWG 184.29, KUG 1049+332, IRAS 10494+3312, PGC 32614) — спиральная галактика с перемычкой (SBc) в созвездии Малый Лев.
Объект вошёл в число перечисленных галактик в оригинальной редакции «Нового общего каталога».
В галактике в 2020 году вспыхнула сверхновая SN 2004ez типа II, её пиковая видимая звездная величина составила 17,3.
Галактика NGC 3430 входит в состав группы галактик NGC 3396 вместе с NGC 3381, NGC 3395, NGC 3396, NGC 3424, NGC 3442, PGC 32631, UGC 5934 и UGC 5990.
Предположительно форма NGC 3430 вдохновила Эдвина Хаббла использовать 3430 для определения классификации галактик. Исследование в конце 1990-х годов определило, что NGC 3430 явным образом взаимодействует приливными силами с соседней галактикой NGC 3424.